# Silkesstrumpan
För den amerikanska filmen med samma namn, se Silkesstrumpan (film)
Silkesstrumpan är en svensk dramafilm från 1921 regisserad av Lau Lauritzen.

## Handling
Inga har gett hushållerskan sparken och hennes make Peter lämnar hemmet sedan de grälat eftersom han inte tror att hon kan sköta hushållet. När hennes farbror kommer på besök från Amerika tvingas grannen att spela Peter. Under tiden har Peter blivit ångerfull och beslutar sig för att återvända hem. När han ska ta sig in tror farbrodern att han är en inbrottstjuv. Allting ordnar sig till slut och grannen slipper spela sin roll som äkta make med de förpliktelser som det innebär.

## Om filmen
Filmen premiärvisades 17 januari 1921 på biograf  Palladium i Malmö. Filmen spelades in vid Palladiumfilms ateljéer i Hellerup, Danmark. Filmmanuset publicerades i omarbetad form som novell "efter filmen med samma namn" i Filmjournalen nr 3 1921, signerad McBill.

## Rollista (i urval)
- Osvald Helmuth Herbert Pedersen – Peter Bille, musiker
- Winifred Westover – Inga Bille, hans hustru
- Lauritz Olsen – Lundbom, lektor
- Axel Hultman – Farbror Buller från Amerika
- Carl Schenstrøm – Alfred, Amandas kavaljer
- Oda Rostrup – Amanda, husassistent